# Beach-Liga
Die Beach-Liga (Eigenschreibweise: Die Beach Liga) ist ein deutscher Wettbewerb im Beachvolleyball. Frauen und Männer spielen in einem Liga-System mehrere Wochen lang einen Meister aus. Die erste Ausgabe fand vom 13. Juni bis zum 12. Juli 2020 in Düsseldorf statt. Im Finale der Frauen setzten sich Karla Borger und Svenja Müller gegen Melanie Gernert und Sarah Schulz durch. Den dritten Platz belegten Leonie Körtzinger und Sarah Schneider. Bei den Männer gewannen Dirk Westphal und Max Betzien das Finale gegen Alexander Walkenhorst und Sven Winter. Auf den dritten Platz kamen Milan Sievers und Theo Timmermann, die nach Jonathan Erdmanns Verletzung für das Final Four zusammengestellt wurden.

## Hintergrund

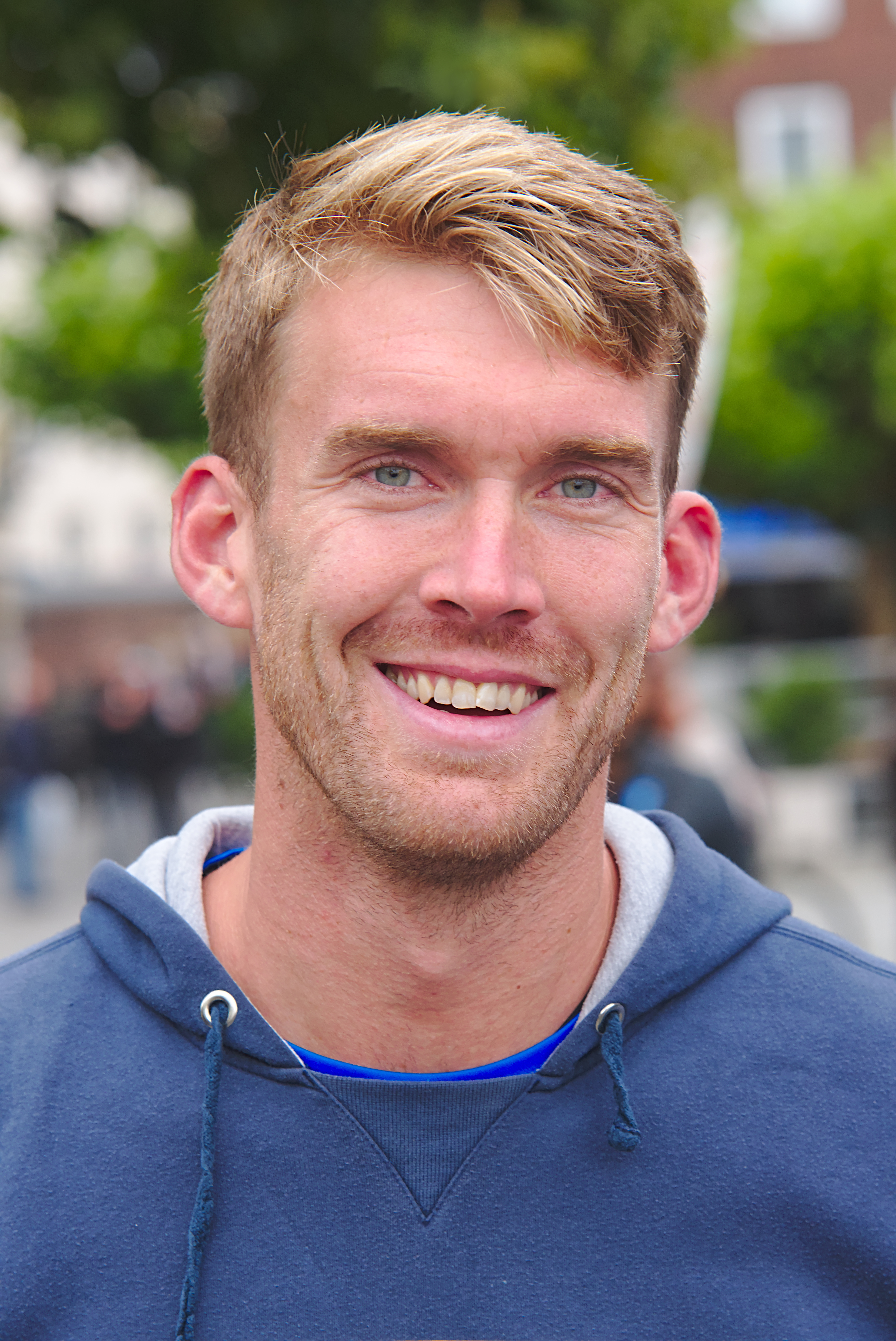
Initiator Alexander Walkenhorst

Wegen der COVID-19-Pandemie wurden 2020 die Techniker Beach Tour und die meisten Turniere der FIVB World Tour abgesagt und die Olympischen Spiele auf 2021 verschoben. So blieben den Profis keine offiziellen Turniere auf hohem Niveau mehr. Vor diesem Hintergrund entwickelten der Beachvolleyballspieler Alexander Walkenhorst und dessen Podcast-Kollege Dirk Funk (Ohne Netz und sandigen Boden) die Idee für einen neuen Wettbewerb im Liga-Format. Die Idee entstand, als Walkenhorst sich wegen eines eigentlich geplanten World-Tour-Turnier in Australien aufhielt. An der Entwicklung waren außerdem Spielvertreter Daniel Wernitz, Constantin Adam (Manager des Duos Borger/Sude) sowie Markus Prüsener (Geschäftsführer einer Media-Agentur) beteiligt.
Walkenhorst wies darauf hin, dass die Wiederaufnahme des Spielbetriebs in der Fußball-Bundesliga bei der Durchsetzung dieses Projekts geholfen habe.
Ähnliche Ideen für eine Beach-Liga gab es bereits 2004. Die damaligen Projekte wurden jedoch nicht umgesetzt, weil der Schwerpunkt der besten Spieler(innen) auf internationalen Turnieren liegt.

## Teilnehmer
Bei Frauen und Männer traten ursprünglich jeweils acht Duos an. Die Spielerinnen und Spieler hatten schon bei internationalen Turnieren oder bei der Techniker Beach Tour gespielt. Einige Duos spielten in der gewohnten Besetzung, andere wurden für die Liga neu zusammengestellt. Im Laufe des Turniers kam es zu mehreren personellen Änderungen, weil Spielerinnen bzw. Spieler verletzt ausfielen oder prophylaktisch geschont wurden.
| Frauen                              | Frauen |
| ursprüngliches Duo                  | Ersatzspielerinnen |
| ----------------------------------- | --- |
| Kim Behrens / Cinja Tillmann        | für Tillmann: Sandra Ferger (17.-19.6.), für Behrens: Christine Aulenbrock (18. und 19.6.)                                                   |
| Victoria Bieneck / Isabel Schneider | für Bieneck: Silke Schrieverhoff (14.6.), Sandra Ittlinger (15., 16. und 18.6.), Tatjana Zautys (17.6.) und Anna-Lena Grüne (seit dem 19.6.) |
| Karla Borger / Svenja Müller        | für Müller: Chenoa Christ (1. und 2.7.) |
| Melanie Gernert / Sarah Schulz      | keine |
| Leonie Klinke / Lena Ottens         | keine |
| Leonie Körtzinger / Sarah Schneider | für Körtzinger: Anna-Lena Grüne (18.6.) |
| Lena Overländer / Sarah Overländer  | für L. Overländer: Chenoa Christ (19.6.), Nele Barber (27.6.-1.7.) sowie Nele Schmitt (2. und 3.7.)                                          |
| Antonia Stautz / Leonie Welsch      | für Welsch: Melanie Preußer (1.7.), Kristina Rübensam (2. und 3.7.)                                                                          |

| Männer                               | Männer                                                                |
| ursprüngliches Duo                   | Ersatzspieler                                                         |
| ------------------------------------ | --------------------------------------------------------------------- |
| Max Betzien / Dirk Westphal          | keine                                                                 |
| Jonathan Erdmann / Theo Timmermann   | für Erdmann: Jonas Reinhardt (10.7.)                                  |
| Felix Glücklederer / Jannik Kühlborn | für beide: Niko Meyer und Rudy Schneider (8.-10.7.)                   |
| Manuel Harms / Richard Peemüller     | für Harms: Moritz Klein (25. und 26.6.)                               |
| Dan John / Milan Sievers             | für John: Simon Pfretzschner (25. und 26.6.), Moritz Klein (4.-10.7.) |
| Eric Stadie / Benedikt Sagstetter    | für Stadie: Thomas Kaczmarek (10.7.)                                  |
| Alexander Walkenhorst / Sven Winter  | keine                                                                 |
| Georg Wolf / Peter Wolf              | keine                                                                 |

## Modus
In einem Liga-System treten von Woche zu Woche die Frauen und Männer abwechselnd an. Jede Woche besteht aus sieben Spieltagen, an denen jedes Team jeweils zwei Spiele pro Tag absolviert. Am Ende findet ein Final-Four-Turnier mit den besten Teams statt.

## Frauen

### Ergebnisse
Die Hauptrunde fand vom 13. bis 19. Juni und vom 27. Juni bis 3. Juli statt.
| Endstand                            | B/T     | S/F     | B/M     | G/S     | K/O     | K/S     | O/O     | S/W     |
| ----------------------------------- | ------- | ------- | ------- | ------- | ------- | ------- | ------- | ------- |
| Kim Behrens / Cinja Tillmann        |         | 2:0 1:2 | 2:1 2:0 | 2:1 2:0 | 2:0 2:1 | 2:0 1:2 | 1:2 0:2 | 2:0 2:1 |
| Isabel Schneider & „Friends“        | 2:1 0:2 |         | 0:2     | 2:0 2:1 | 0:2 1:2 | 0:2 2:0 | 2:1 1:2 | 2:0 1:2 |
| Karla Borger / Svenja Müller        | 2:1 0:2 | 2:0 2:1 |         | 2:0 0:2 | 2:0     | 2:1     | 2:1     | 2:0     |
| Melanie Gernert / Sarah Schulz      | 2:0     | 0:2 1:2 | 2:0     |         | 0:2 1:2 | 0:2 2:1 | 0:2 2:0 | 2:1 2:0 |
| Leonie Klinke / Lena Ottens         | 1:2 0:2 | 2:0 0:2 | 1:2 2:0 | 0:2 2:0 |         | 0:2 1:2 | 2:0     | 2:0 2:1 |
| Leonie Körtzinger / Sarah Schneider | 2:0     | 2:0 0:2 | 0:2 2:1 | 2:0 1:2 | 2:1     |         | 2:0     | 2:1     |
| Lena Overländer / Sarah Overländer  | 1:2 0:2 | 0:2 1:2 | 0:2 1:2 | 0:2     | 0:2 2:1 | 1:2 0:2 |         | 2:0 1:2 |
| Antonia Stautz / Leonie Welsch      | 0:2     | 0:2     | 0:2     | 0:2 1:2 | 0:2     | 0:2     | 0:2 2:0 |         |

### Tabelle
| | Team                          | Anz. Spiele | Punkte | Sätze | Bälle     |
| --- | ----------------------------- | ----------- | ------ | ----- | --------- |
| 1. | Borger / Müller               | 28          | 40     | 42:24 | 1258:1166 |
| 2. | Körtzinger / S. Schneider     | 28          | 40     | 44:24 | 1292:1165 |
| 3. | Behrens / Tillmann            | 28          | 34     | 39:28 | 1207:1182 |
| 4. | Gernert / Schulz              | 28          | 32     | 36:29 | 1240:1201 |
| 5. | I. Schneider & „Friends“      | 28          | 30     | 34:31 | 1224:1187 |
| 6. | Klinke / Ottens               | 28          | 28     | 35:31 | 1203:1150 |
| 7. | L. Overländer / S. Overländer | 28          | 14     | 21:45 | 1112:1259 |
| 8. | Stautz / Welsch               | 28          | 6      | 12:51 | 1026:1252 |
| Bei Punktgleichheit entschied der direkte Vergleich über die Platzierung.                                                                                      |                               |             |        |       |           |
| Die grün markierten Teams qualifizierten sich für das Final Four, das am 11. Juli ausgetragen wurde. Behrens/Tillmann traten dort verletzungsbedingt nicht an. |                               |             |        |       |           |

### Final Four
Das Final Four wurde am 11. Juli ausgetragen.
|  | Halbfinale                | Halbfinale      |                           |   | Finale | Finale |
|  |                           |                 |                           |   |        |        |
|  | Körtzinger / S. Schneider | 0               |                           |   |        |        |
|  | Gernert / Schulz          | 2               |                           |   |        |        |
|  |                           |                 |                           |   |        |        |
|  |                           |                 |                           |   |        |        |
|  | Gernert / Schulz          | 0               |                           |   |        |        |
|  |                           | Borger / Müller | 2                         |   |        |        |
|  |                           |                 |                           |   |        |        |
|  | Spiel um Platz 3          |                 |                           |   |        |        |
|  |                           |                 | Körtzinger / S. Schneider | 2 |        |        |
|  | Borger / Müller           | 2               | Grüne / I. Schneider      | 0 |        |        |
|  | Grüne / I. Schneider      | 1               |                           |   |        |        |

## Männer

### Ergebnisse
Die Hauptrunde fand vom 20. bis 26. Juni und vom 4. bis 10. Juli statt.
| Endstand                             | B/W     | E/T     | G/K     | H/P     | J/S     | S/S     | Wa/Wi   | Wo/Wo   |
| ------------------------------------ | ------- | ------- | ------- | ------- | ------- | ------- | ------- | ------- |
| Max Betzien / Dirk Westphal          |         | 2:1 2:0 | 1:2 0:2 | 2:0 0:2 | 2:0     | 2:1     | 0:2 2:1 | 2:0 1:2 |
| Jonathan Erdmann / Theo Timmermann   | 1:2     |         | 2:1 2:0 | 2:0 2:1 | 1:2 2:0 | 2:1 2:0 | 0:2 1:2 | 0:2 2:0 |
| Felix Glücklederer / Jannik Kühlborn | 0:2 1:2 | 0:2 1:2 |         | 2:1 2:0 | 0:2 2:1 | 1:2     | 0:2 1:2 | 2:0     |
| Manuel Harms / Richard Peemüller     | 1:2 0:2 | 2:1 0:2 | 0:2 2:0 |         | 0:2 2:1 | 1:2 0:2 | 0:2     | 0:2     |
| Dan John / Milan Sievers             | 0:2 1:2 | 0:2     | 2:0     | 2:1 2:0 |         | 0:2 2:0 | 2:0 0:2 | 0:2     |
| Eric Stadie / Benedikt Sagstetter    | 0:2     | 0:2 1:2 | 1:2 0:2 | 2:0 0:2 | 0:2 1:2 |         | 0:2     | 2:0     |
| Alexander Walkenhorst / Sven Winter  | 2:0     | 2:0 0:2 | 2:0     | 2:1 2:0 | 2:0     | 2:0 2:1 |         | 2:1 0:2 |
| Georg Wolf / Peter Wolf              | 0:2     | 0:2 1:2 | 0:2 2:0 | 1:2 2:1 | 0:2 2:1 | 2:1 2:0 | 0:2     |         |

### Tabelle
| | Team                    | Anz. Spiele | Punkte | Sätze |
| --- | ----------------------- | ----------- | ------ | ----- |
| 1. | Walkenhorst / Winter    | 28          | 48     | 49:13 |
| 2. | Betzien / Westphal      | 28          | 44     | 46:21 |
| 3. | Erdmann / Timmermann    | 28          | 36     | 42:26 |
| 4. | G. Wolf / P. Wolf       | 28          | 24     | 27:36 |
| 5. | John / Sievers          | 28          | 24     | 28:35 |
| 6. | Glücklederer / Kühlborn | 28          | 22     | 28:38 |
| 7. | Stadie / B. Sagstetter  | 28          | 16     | 24:43 |
| 8. | M. Harms / Peemüller    | 28          | 10     | 17:49 |
| Bei Punktgleichheit entschied der direkte Vergleich über die Platzierung. |                         |             |        |       |
| Die grün markierten Teams qualifizierten sich für das Final Four, das am 12. Juli ausgetragen wurde. Nach Erdmanns Ausfall wurden Timmermann und Sievers fürs Final Four zusammengestellt. |                         |             |        |       |

### Final Four
Das Final Four wurde am 12. Juli ausgetragen.
|  | Halbfinale           | Halbfinale         |                      |   | Finale | Finale |
|  |                      |                    |                      |   |        |        |
|  | Walkenhorst / Winter | 2                  |                      |   |        |        |
|  | G. Wolf / P. Wolf    | 0                  |                      |   |        |        |
|  |                      |                    |                      |   |        |        |
|  |                      |                    |                      |   |        |        |
|  | Walkenhorst / Winter | 1                  |                      |   |        |        |
|  |                      | Betzien / Westphal | 2                    |   |        |        |
|  |                      |                    |                      |   |        |        |
|  | Spiel um Platz 3     |                    |                      |   |        |        |
|  |                      |                    | G. Wolf / P. Wolf    | 0 |        |        |
|  | Betzien / Westphal   | 2                  | Timmermann / Sievers | 2 |        |        |
|  | Timmermann / Sievers | 0                  |                      |   |        |        |

## Medien

Twitch überträgt die Beach-Liga

Alle Spiele werden als Livestream auf der Online-Plattform Twitch in HD-Qualität und mit Live-Moderation übertragen. Als Kommentatoren waren 2020 Dirk Funk, Daniel Höhr und Martin Stuber sowie verschiedene Spieler und Trainer im Einsatz. Neben den Spielen werden dort Interviews und andere Beiträge rund um die Beach-Liga gezeigt. Registrierte Benutzer können während der Übertragungen den Chat nutzen. Im Chat gibt es auch regelmäßige Abstimmungen. Zum Beispiel können die User abstimmen, von welchem Team sie glauben, dass es das Spiel oder den Satz gewinnt. Außerdem wählen die Zuschauer direkt nach jedem Spiel einen MVP.
Bei der ersten Ausgabe 2020 erreichten die Übertragungen im Stream täglich in der Summe 100.000 Zuschauer. Auch auf Social-Media-Kanälen wie Instagram erhielten die beteiligten Spieler eine höhere Reichweite.

## Organisation
Die Spiele der ersten Ausgabe 2020 fanden auf dem Gelände der Merkur Spiel-Arena in Düsseldorf statt. Zuschauer waren vor Ort wegen der COVID-19-Pandemie in Deutschland erst in den letzten Tagen zugelassen. Die Teams wurden zentral in einem Hotel untergebracht. Die Organisatoren hatten ein Hygiene-Konzept erstellt. Dazu gehörten COVID-19-Tests für die Teilnehmer und Desinfektionsmaßnahmen während der Spiele.
Anders als bei den Turnieren der Techniker Beach Tour und World Tour wird bei der Beach Liga nicht mit einem Ball der Marke Mikasa, sondern mit einem Ball von Wilson gespielt, der auch auf der US-Tour der AVP im Einsatz ist.
Um den beteiligten Teams Preisgelder auszahlen zu können, wurden Spenden von den Zuschauern gesammelt. Insgesamt kamen so 36.000 € an Preisgeld zusammen.

## Rezeption
Der Deutsche Volleyball-Verband unterstützte den neuen Wettbewerb. Der DVV-Sportdirektor Niclas Hildebrand sah darin „definitiv eine Chance, um den Beachvolleyball einen Schub zu geben und sich als einen der großen sportlichen Höhepunkte im Sommer 2020 zu etablieren“. Da Walkenhorst als Enfant terrible des deutschen Beachvolleyballs gilt, schreibt Jakob Schönhagen bei Der Spiegel jedoch: „Dass ausgerechnet er nun eine Alternative zur abgesagten Tour liefert, ist eine Kampfansage.“ Die Olympiateilnehmerin Karla Borger ging vor Beginn der Liga davon aus, „dass das Niveau etwas stärker ist als auf der deutschen Tour“. In der Ende Juni veröffentlichten Juli-Ausgabe des Volleyball-Magazins schrieb Felix Meininghaus einen Artikel, in dem er fehlende professionelle Standards ansprach. Walkenhorst und andere Beteiligte nutzen den Begriff „Improvisationstheater“ anschließend selbstironisch.
Für die Qualifikation zur deutschen Beachvolleyball-Meisterschaft 2020 veranstaltet der DVV mehrere Turniere, von denen einige auf der gleichen Anlage wie die Beach-Liga ausgetragen werden. Volker Braun, Geschäftsführer der DVV-Vermarktungsagentur, sprach in dem Zusammenhang von „Partnerschaft statt Konkurrenz“. Mit Blick auf die unabhängig vom Verband organisierte Beach-Liga sagte er: „Wir haben die Tür aufgestoßen bekommen.“

## Mögliche Weiterentwicklung
2021 folgt als Weiterentwicklung die German Beach Trophy. Eine Kombination mit der Techniker Beach Tour ist angedacht. Es gibt auch Pläne, mit den Bundesligisten im Hallen-Volleyball zusammenzuarbeiten.